# Euryphura grassei
Euryphura grassei är en fjärilsart som beskrevs av Georges Bernardi 1965. Euryphura grassei ingår i släktet Euryphura och familjen praktfjärilar. Inga underarter finns listade i Catalogue of Life.